# Aderus notatipes
Aderus notatipes es una especie de coleóptero de la familia Aderidae. Fue descrita científicamente por Maurice Pic en 1928.

## Distribución geográfica
Habita en Tonkín (Vietnam).